# Holger Jacobsen
 Der er flere personer med dette navn, se Holger Jacobæus.
Holger Alfred Jacobsen (født 30. oktober 1876 i Odense, død 27. marts 1960 i København) var en dansk arkitekt, hvis hovedindsats ligger inden for nyklassicismen. Hans mest kendte – og i samtiden meget omdiskuterede – værk er Stærekassen, der blev opført til Det Kongelige Teaters nye scene. Det er et sjældent eksempel på art deco i Danmark. Hans søn Ole Jacobsen var også arkitekt.

## Uddannelse
Holger Jacobsen blev tømrersvend 1895, arbejdede som svend i udlandet 1895-97, var dimittend fra Odense Tekniske Skole, og blev optaget på Kunstakademiet i 1898, hvorfra han tog afgang i 1905. Han var i studietiden medarbejder hos Hans J. Holm og modtog den lille guldmedalje i 1909. Han modtog C.F. Hansen Medaillen 1926 for sit forslag til dobbeltscenen ved Det kgl. Teater, der senere blev til Stærekassen.

## Karriere
I begyndelsen var Holger Jacobsen elev af Hans J. Holm, men viste allerede i sine tidlige arbejder stor selvstændighed og sans for de store linjer i et bygningsværks komposition, f.eks. Taastrup Nykirke, der i det ydre er bærer af en sjælden strenghed inspireret af norditaliensk arkitektur, mens den i detaljen og det indre udviser træk fra skønvirke (dekorationer af C.N. Overgaard). Bispebjerg Krematorium blev Jacobsens gennembrudsværk og har den romerske monumentalitet, der blev en råd tråd igennem hans produktion.
En vigtig forudsætning for Jacobsens særegne stil var Vilhelm Wanschers forelæsninger på Kunstakademiet, der vakte ham for Michelangelo, manierismen og "Italiens store stil" i en grad, så han senere betegnede sig selv "den sidste italiener" i dansk arkitektur. I modsætning til samtidens glatte nyklassicisme og den efterfølgende helt profilløse funktionalisme arbejdede han med kraftig profilering, der påvirket af manierisme og barok altid var stærkt personligt udformet med frit formede led og ofte overraskende sammensætninger af disse.
Ligeledes i modsætning til samtiden arbejdede han med farven som arkitektonisk udtryksmiddel. I hans hovedværk, Det kgl. Teaters nye Scene (Stærekassen) søgte han i højere grad end nogen anden af datidens danske arkitekter samarbejde med malere og billedhuggere. Af forskellige grunde blev Stærekassen en omdiskuteret bygning. Jacobsen måtte forøge bygningens højde med 2 etager til Statsradiofonien, og det voldsomme omfang vakte stor modstand allerede inden opførelsen. Populariteten blev ikke højnet, da radioen snart opgav bygningen, og Det kgl. Teater havde problemer med sine 2 sceners niveau og siddeforholdene for publikum. Samtidig gjorde Poul Henningsen og konsorter tykt nar ad bygningen i Kritisk Revy.
Arkitektens eget hus på Rosbæksvej fortsatte inspirationen fra manierismen. Villaen er en uortodoks sammensætning af klassiske motiver, frit efter Villa Pia i Vatikanet. Omvendt blev villaen for broderen på Henningsens Allé et vidnesbyrd om dansk håndværk, mønstermurværk parret med tydelige funktionalistiske elementer.
Holger Jacobsens originale form gjorde ham til en ener i dansk arkitektur, der ikke har dannet skole eller haft indflydelse på den almindelige udvikling. Han var til gengæld faglig respekteret. Han stod selv for det meste af tegnestuearbejdet og havde derfor kun få medarbejdere, bl.a. sønnen Ole.
Fra 1910 var han Københavns Kommunes Kirkegårdsarkitekt og var assistent ved Kunstakademiets Arkitektskole 1914-1919. Han var medlem af Akademiraadet fra 1922, Kommandør af Dannebrog og Dannebrogsmand.
Han var gift med maler Sigrid Cock-Clausen, datter af arkitekt Ludvig Clausen og søster til Alf Cock-Clausen.

## Værker
- Missionshus, Reerslev (1906)
- Bispebjerg Krematorium, Bispebjerg Kirkegård (1906-07, 1. præmie 1905, udvidet 1915-16, 1932-34)
- Taastrup Nykirke (1907, menighedshus udvidet af Tyge Arnfred 1985)
- Forstædernes Bank, Glostrup afd. (1907)[1]
- Østre Kapel på Vestre Kirkegård (1912-13)
- Genopførelse og ombygning af Cirkusbygningen i København efter branden i 1914 (1914)
- Folkehus, Vestre Kirkegård (1915)
- Ombygning af kontorbygning og inspektørbolig på Assistens Kirkegård (1916)
- Jagthytte ved Glimminge, Skåne (1917)
- Kommunal boligbebyggelse, Borups Allé/Mågevej, København (1918)
- Eget sommerhus, Gilleleje (1919)
- Columbariet, Bispebjerg Kirkegård (1919, udvidet 1927)
- Ledet opførelsen af Københavns Politigård efter Hack Kampmanns død, sammen med Hans Jørgen Kampmann, Aage Rafn og Anton Frederiksen (1920-24)
- Terrassekirkegård, Vestre Kirkegård (1921)
- Det Kongelige Teaters nye Scene (Stærekassen) (1929-31, præmieret 1932, fredet 1995)
- Kapel og krematorium, Sundby Kirkegård (1924, udvidet 1931)
- Eget hus, Rosbæksvej 6, Ryvangen, København (1926, præmieret)
- Villa for ingeniør Claudius, Ceresvej 1, Frederiksberg (1928, præmieret)[2]
- Sommerhus, Ndr. Strandvej 18, Gilleleje (1928)
- Ombygning af scene og magasinbygning, Det kgl. Teater (1929-30, senere ombygget)
- Fyens Disconto Kasse, Flakhaven, Odense (1929-32)
- Ejendom, Klaregade/Filosofgangen 3-9, Odense (1929-32)
- Filial af Aarhuus Privatbank, Nygade 1/Vimmelskaftet, København (1930)
- Villa til broderen Valdemar Jacobsen, Henningsens Allé 45, Hellerup (1933-34)
- Hus ved Fyrbakkestien, Gilbjerghoved (1935, udvidet)
- Boligbebyggelsen Skt. Anne, Filosofgangen 79, Odense (1941)
- Indretning af lokaler til Kunstakademiet i Stærekassen og Tordenskjoldsgade 1 (1942)
- Genopførelse af ØKs hovedsæde efter schalburgtage, nu Danske Bank, København (1946-49, 1. præmie 1946)
- Restaurering af Nybrogade 10, København (1947-48)
- Sygekassen Odenses administrationsbygning, Odense

### Monumenter
- Gravmæle for arkitekten Vilhelm Dahlerup på Vestre Kirkegård (1908)
- Indgangsparti til Fælledparken med sidemure og sokkel for Axel Poulsens Genforeningsmonumentet i Fælledparken (1929).

### Projekter
- Projekt til Ny Scene, Det kgl. Teater (1919, udstillet 1924)
- Projekt til samme (udstillet 1926, C.F. Hansen Medaillen)
- Nationalmuseum og Dansk Folkemuseum på Rosenborg Eksercerplads
- Vandhave ved Sankt Jørgens Sø (1924)
- Frederiksberg Tekniske Skole (1926, 3. præmie)
- Udvidelse af Statens Museum for Kunst (1937)
- Udvidelse af Odense Rådhus (1938, sammen med Ole Jacobsen, indkøbt)
- Bebyggelse af Kongens Bryghus' grund (1942, indkøbt)
- Regulering af Rådhuspladsen, København (1942)